# (2700) Baikonur
(2700) Baïkonour, désignation internationale (2700) Baikonur, est un astéroïde de la ceinture principale.

## Description
(2700) Baïkonour est un astéroïde de la ceinture principale. Il fut découvert le 20 décembre 1976 à Naoutchnyï par Nikolaï Tchernykh. Il présente une orbite caractérisée par un demi-grand axe de 2,91 UA, une excentricité de 0,04 et une inclinaison de 2,4° par rapport à l'écliptique.

## Compléments